# Roger Casamajor i Esteban
Roger Casamajor (la Seu d'Urgell, Alt Urgell, 17 de desembre de 1976) és un actor català de cinema, guanyador del Gaudí al millor actor secundari per Pa negre, i teclista del grup de música andorrà Hysteriofunk.

## Carrera professional
Roger Casamajor va iniciar la seva formació com a actor a Andorra, i va ser membre de la companyia Somhiteatre durant cinc anys, amb la que va actuar en les obres Farses medievals, El Xal i El casament dels petits burgesos, fent representacions arreu de Catalunya.
Més tard va estudiar al Col·legi del Teatre i a l'Institut del Teatre de Barcelona, mentre fa les seves primeres incursions en el món del cinema amb El mar, d'Agustí Villaronga, L'illa de l'holandès, de Sigfrid Monleón, Salvajes, de Carlos Molinero i Guerreros, de Daniel Calparsoro, i també la sèrie de televisió Temps de Silenci.
Un cop acabats els seus estudis prossegueix la seva carrera artística tant en sèries (Mar de fons, Ventdelplà, La Via Augusta…) com en telefilms (Sincopat, Després de la pluja…), obres de teatre (El tinent d'Inishmore, Carnaval…) i pel·lícules (El laberinto del fauno, El coronel Macià…), entre les quals destaca la seva interpretació d'en Farriol a Pa negre, que li va valer el premi al millor actor secundari als III Premis Gaudí.
Més endavant va participar en les pel·lícules L'escollit d'Antonio Chavarrias (2016), Incerta Glòria d'Agustí Villaronga (2017), Todos lo saben d'Asghar Farhadi (2018), La vampira de Barcelona de Lluís Danés (2020), Tros de Pau Calpe (2022), El fred que crema de Santi Trullenque (2022), El ventre del mar d'Agustí Villaronga (2022) i 42 segons d'Àlex Murrull i Dani de la Orden (2022).
El 2023 va protagonitzar la sèrie La mesías de Javier Ambrossi i Javier Calvo per a Movistar Plus+.

## Filmografia

### Cinema
- 1995: La sucursal (telefilm), de Jesús Font
- 2000: El mar, d'Agustí Villaronga
- 2001: L'illa de l'holandès, de Sigfrid Monleón
- 2001: Salvajes, de Carlos Molinero
- 2002: Guerreros, de Daniel Calparsoro
- 2002: Estrella del sur, de Luis Nieto
- 2002: La casita blanca. La ciutat oculta, de Carles Balagué
- 2003: Sincopat (telefilm), de Miguel Milena
- 2004: Camps de maduixes (telefilm), de Carles Pastor
- 2004: Nubes de verano, de Felipe Vega
- 2004: Amor idiota, de Ventura Pons
- 2006: Locos por el sexo, de Javier Rebollo
- 2006: El laberinto del fauno, de Guillermo del Toro
- 2006: El coronel Macià, de Josep Maria Forn
- 2007: Després de la pluja (telefilm), d'Agustí Villaronga
- 2008: La marinera (telefilm), d'Antón Dobao
- 2008: Comida para gatos (telefilm), de Carles Pastor
- 2010: Pa negre, d'Agustí Villaronga
- 2010: Henri 4, de Jo Baier
- 2010: Bestezuelas, de Carles Pastor
- 2011: Clara Campoamor, la dona oblidada, de Laura Mañá
- 2016: Laia, de Lluís Danés
- 2016: L'escollit (El elegido), d'Antonio Chavarrías
- 2018: Todos lo saben
- 2019: L'enigma Verdaguer (telefilm), de Lluís Maria Güell
- 2020: Maremar (telefilm), de Mar Orfila
- 2020: La vampira de Barcelona de Lluís Danés
- 2021: El ventre del mar d'Agustí Villaronga
- 2021: El fred que crema, de Santi Trullenque
- 2022: Tros, de Pau Calpe Rufat

### Televisió
- 2001: Temps de Silenci, com a Pau
- 2006: Àngels i Sants
- 2006-2007: Mar de fons, com a Francesc
- 2006-2008: Ventdelplà, com a Ricard Trias
- 2007: La Via Augusta, com a Mandoni
- 2008: Los hombres de Paco (1 episodi)
- 2010-2011: Infidels, com a Òscar Rius
- 2012: Gran Nord, com a Joan Coll
- 2016: Nit i Dia
- 2016-2017: La Riera
- 2019: Hache
- 2021: Libertad
- 2021: Moebius
- 2023: La mesías com a Enric

### Teatre
- 1994-97: Farses medievals, de Feliu Formosa i Albert Vilaró, dirigida per Pere Tomàs
- 1995: El Xal, de David Mamet, dirigida per Pere Tomàs
- 1997: El casament dels petits burgesos, de Bertolt Brecht, dirigida per Jordi Llop
- 1998-99: Play, escrita i dirigida per John Davidson
- 2000: Some Explicits Polaroids, de Mark Ravenhill, dirigida per Josep Maria Mestres (lectura)
- 2003: El tinent d'Inishmore, de Martin McDonagh, dirigida per Josep Maria Mestres. Al Teatre Nacional de Catalunya
- 2006: Jo sóc un altre!, d'Esteve Soler, dirigida per Tamzin Townsend. Al Teatre Nacional de Catalunya
- 2006-2007: Carnaval, de Jordi Galceran, dirigida per Josep Maria Mestres
- 2009: La nit més freda, de Miquel Casamayor i Teresa Vilardell, dirigida per Teresa Vilardell. Al Teatre Nacional de Catalunya
- 2018: Maremar de Joan Lluis Bozzo, Dagoll Dagom - Teatre Poliorama
- 2021: Galatea de Josep M de Sagarra, dirigida per Rafel Duran